# Laulun Laulut
Laulun Laulut är en regional sångtävling och musikfestival som har hållits en gång, i Pajala 15 september 2007. Då tävlade elva bidrag på åtta olika språk: tornedalsfinska, sverigefinska, meänkieli, karelska, vepsiska, romani chib, jiddisch och mordvinska (moksja och erzya). Tävlingen, avsedd för artister som talar något minoritetsspråk från Norden, Östersjöområdet eller Karelen, arrangerades av SWEBLUL som även svarat för musikfestivalen Liet-Lávlut. Koordinator var Birger Winsa. Tävlingens programledare var Rolf Digervall. Laulun Laulut syftar till att ta fram ett antal artister som skall gå vidare till Liet-Lávlut.

## Vinnare
- 2007:
  - Jurypriset: Den mordvinska sång- och dansgruppen Mordens.
  - Publikpriset: Gruppen Surunmaa med sång på tornedalsfinska.